# Wapienne

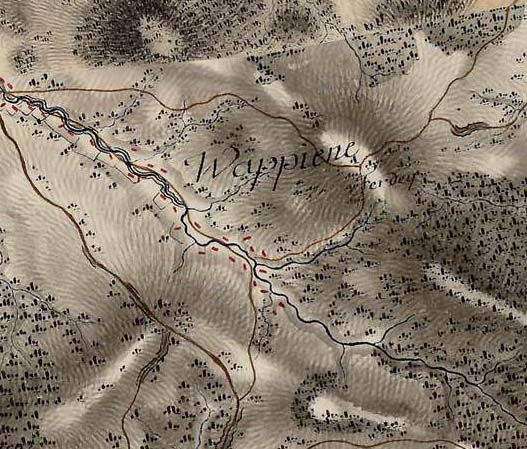
Wapienne na mapie Josephinische Landesaufnahme (1763-1787).

Wapienne (j. łemkowski Вапенне) – wieś w Polsce położona w województwie małopolskim, w powiecie gorlickim, w gminie Sękowa.
Od 1986 miejscowość uzdrowiskowa.

## Położenie geograficzne
Wapienne położone jest w środkowej części Beskidu Niskiego w Karpatach Zachodnich. Leży w dolinie potoku Wapienka, w strefie otuliny Magurskiego Parku Narodowego. Od północy nad doliną piętrzy się Ferdel (648 m n.p.m.), na wschodzie Barwinok (670 m n.p.m.), a od południa Męcińska Góra (679 m n.p.m.).
Integralnymi częściami miejscowości są: Niżny Koniec i Wyżny Koniec.

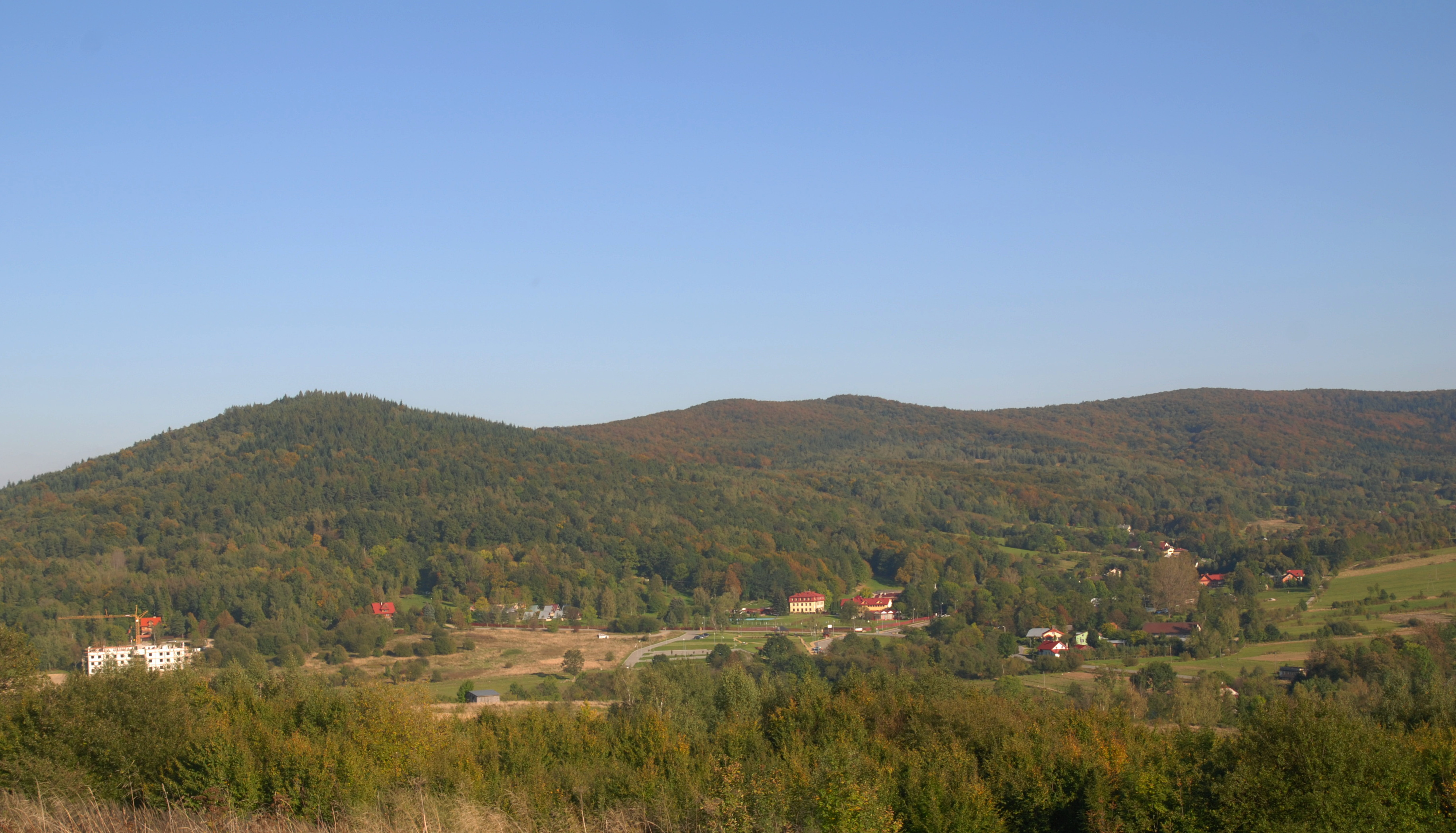
Widok na uzdrowisko od strony zachodniej
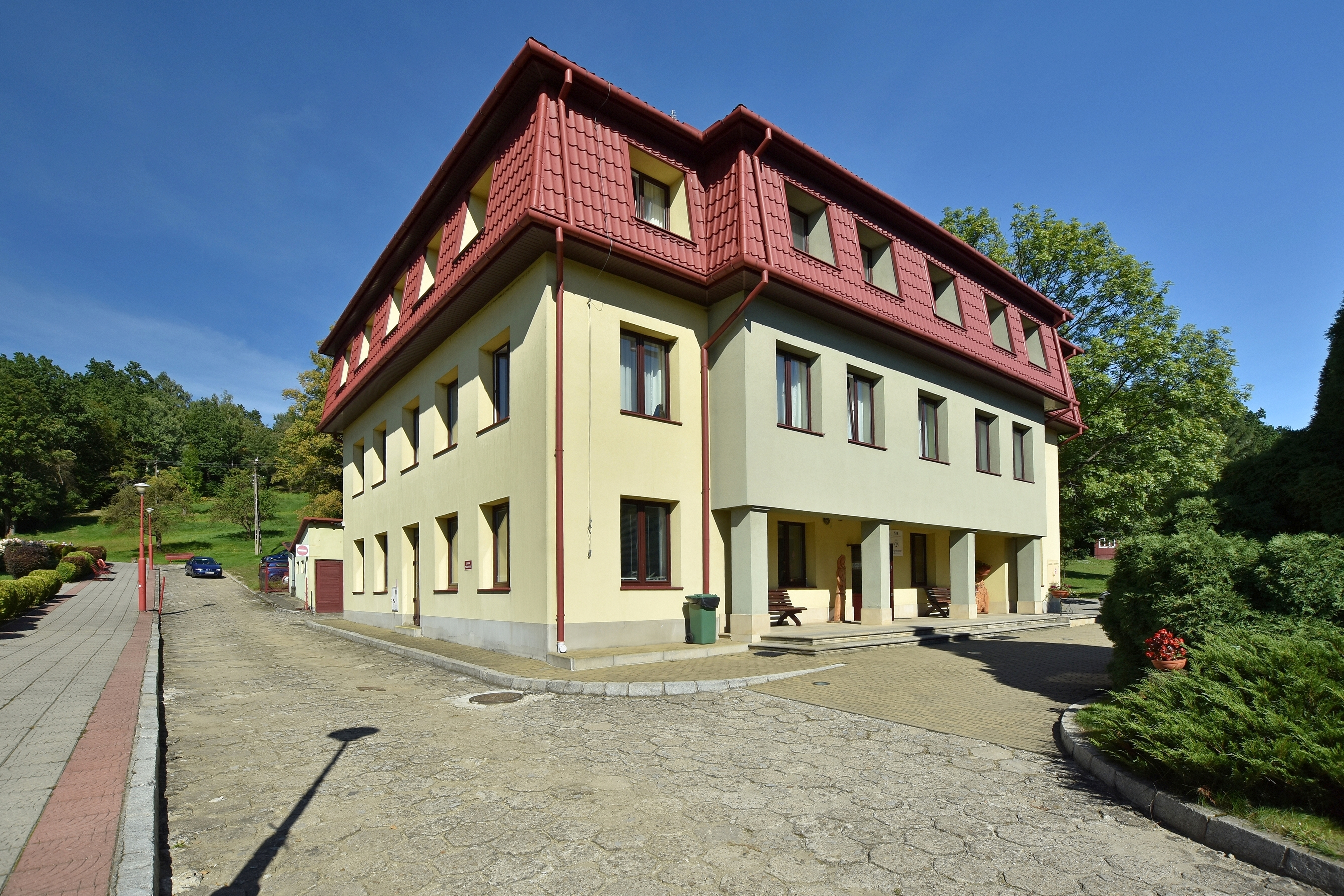
Łazienki
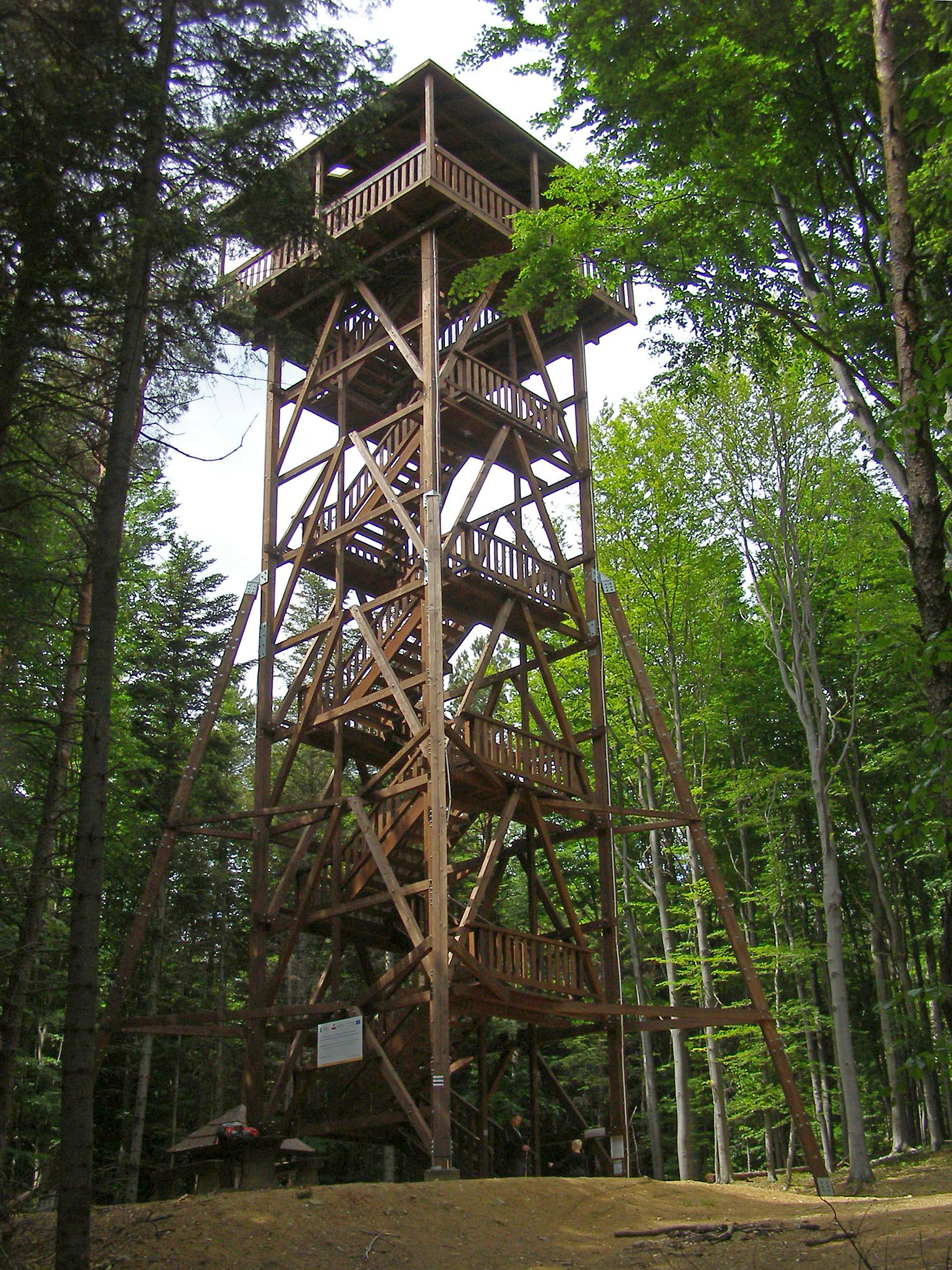
Wieża widokowa na Ferdlu

## Historia
Wapienne zostało założone w 1546. Zygmunt Stary nadał prawa do lokacji wsi na prawie wołoskim. Osada zamieszkiwana była przez Łemków. Jeszcze w połowie XIX w. popularna „Geografia (...) Galicyi i Lodomeryi” (wyd. 1786) podawała o Wapiennem jedynie krótką informację: Wieś ruska do hrabstwa bieckiego, w której jest źródło siarczyste.
W 1947, w ramach akcji „Wisła” wysiedlono kilkudziesięciu mieszkańców wsi. W późniejszym okresie zasiedlona została ponownie, lecz byli to głównie mieszkańcy zachodnich ziem.
W latach 1975–1998 miejscowość administracyjnie należała do województwa nowosądeckiego.

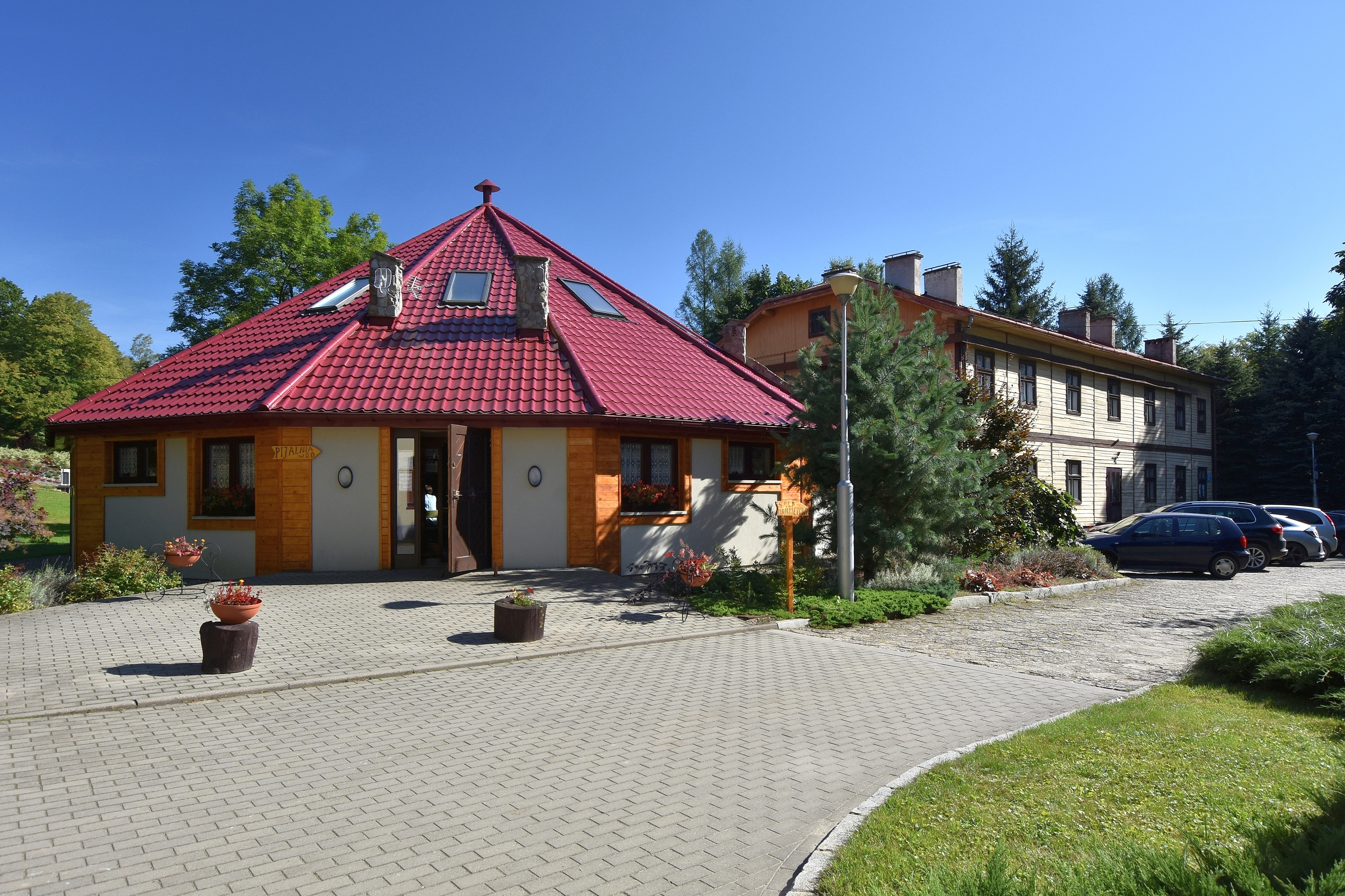
Dom zdrojowy z pijalnią wód
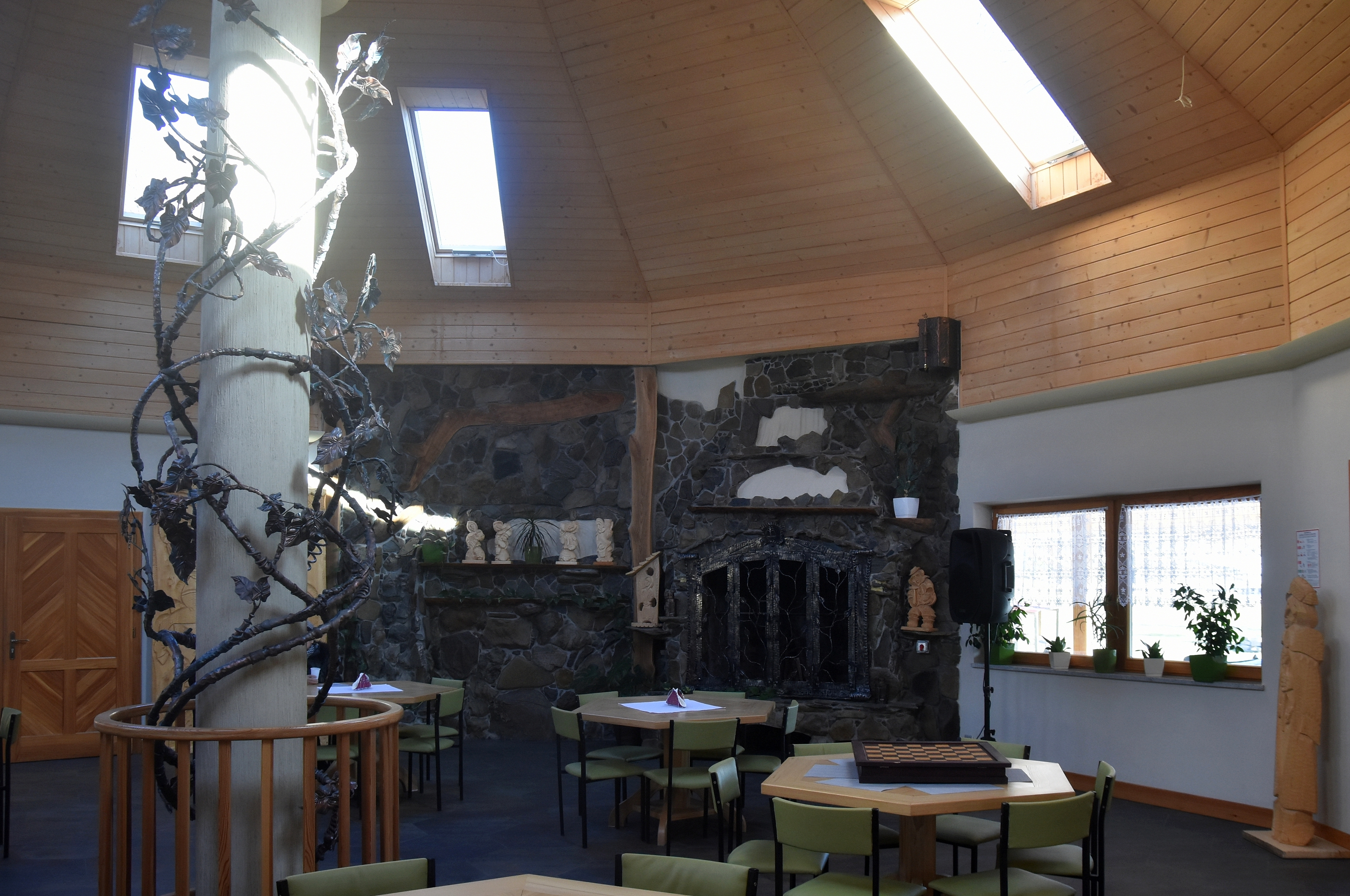
Wnętrze domu zdrojowego
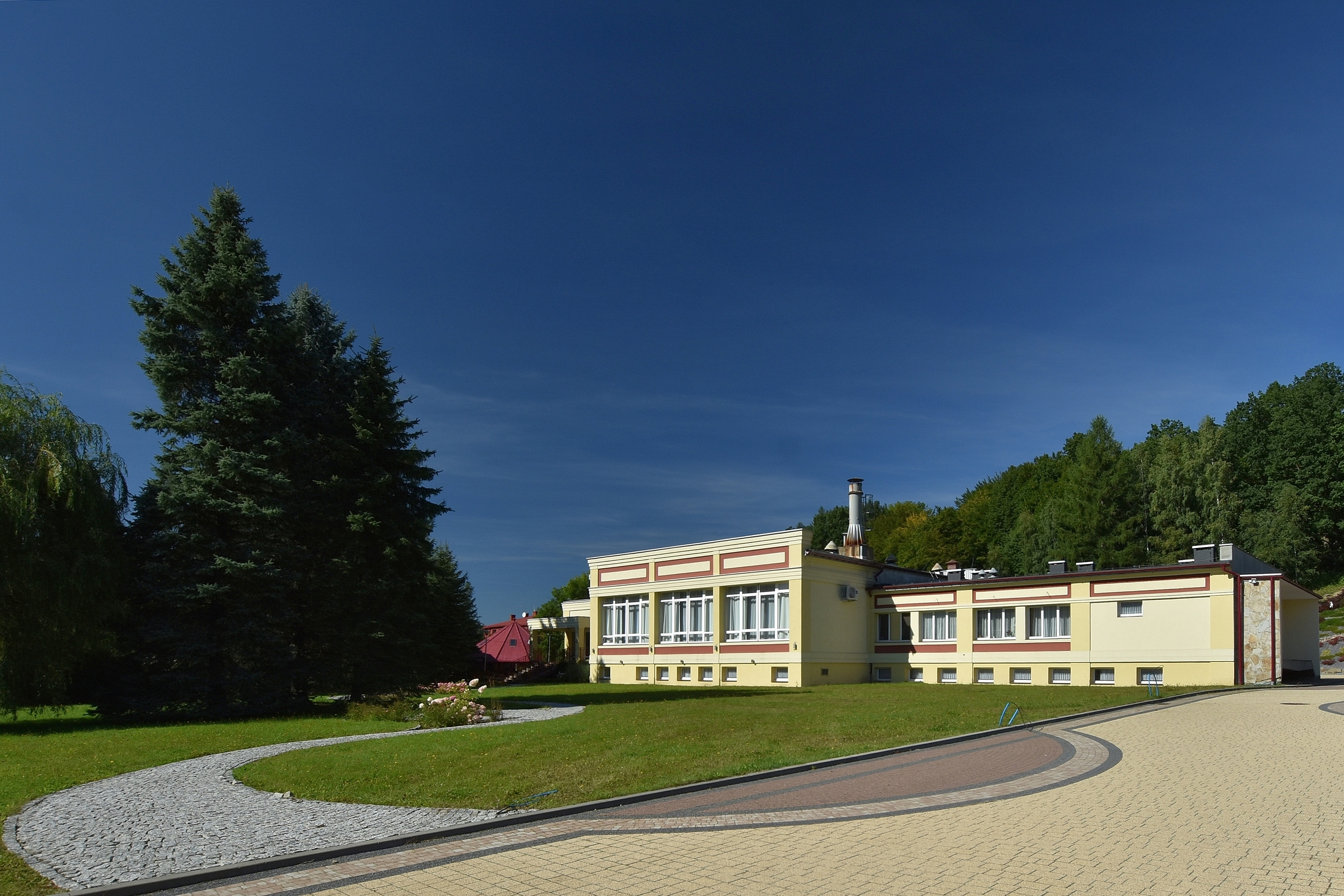
Stołówka

## Uzdrowisko
Wapienne to jedno z najmniejszych polskich uzdrowisk. Status uzdrowiska uzyskało w 1986 r. W XVII w. próbowano tu leczyć  choroby weneryczne. W latach 1810–1812 kurowali się tutaj żołnierze napoleońscy po kampanii moskiewskiej. W 1848 zakład zdrojowy posiadał trzy wille i łazienki z 50 stanowiskami kąpielowymi w 36 kabinach. Wapienne było wówczas własnością rodziny Siemieńskich. W latach 1878 i 1894 zdrojowisko zniszczyły pożary. Łazienki odbudowano w latach 1904–1906. Ponownie zniszczone podczas I wojny światowej. Jego funkcjonowanie przywrócono w latach 1920–24. Zdewastowane w czasie II wojny światowej. Odbudowane w latach 50. XX w. W 1956 oddano do użytku dawny pensjonat, pawilon hotelowy na 60 łóżek, a w 1959 odbudowano stary budynek zdrojowy składający się z 8 kabin do kąpieli mineralnych i 3 kabiny do kąpieli borowinowych. W 1964 wybudowano stołówkę, a w 1967 kawiarnię  i blisko 50 domków campingowych. W 1973 oddano do użytku odkryty basen kąpielowy z zapleczem rekreacyjno-sportowym.
W latach 2010–2014 dzięki środkom unijnym przeprowadzono rewitalizację uzdrowiska. W ramach projektu wybudowano:
- nowy dom zdrojowy z pijalnią wód; obiekt konstrukcji murowanej z dachem krytym gontem nawiązujący do architektury Pogórza mieści także salę do odpoczynku i przestrzeni wystawowej,
- parki zdrojowe: „Ogród Marysieńki” i „Ogród Laury” z małymi pawilonami
- fontannę zdrowia i odpoczynku
- ścieżki spacerowo-rowerowe wzdłuż Promenady Napoleońskiej
- nowe parkingi[12]

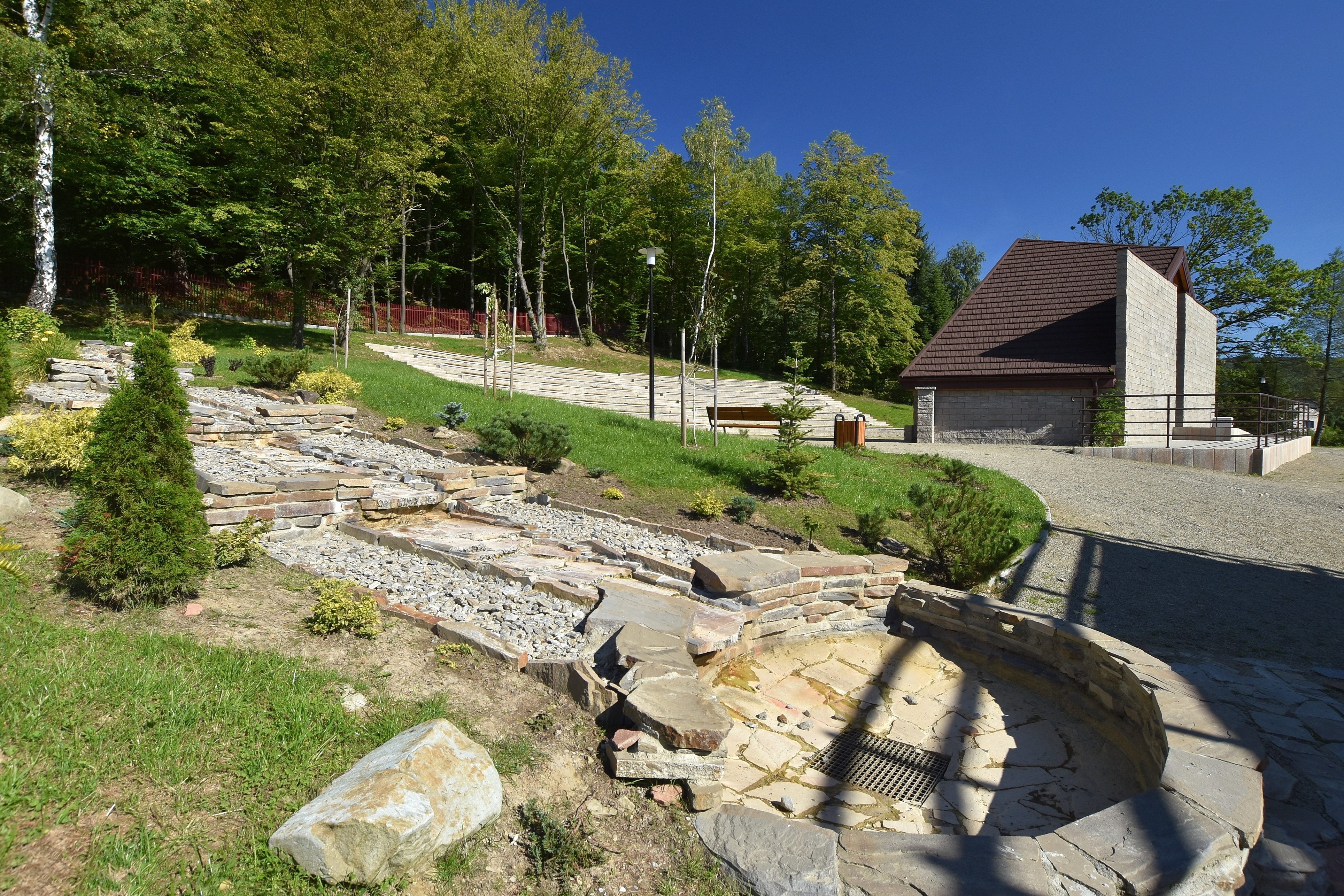
Amfiteatr
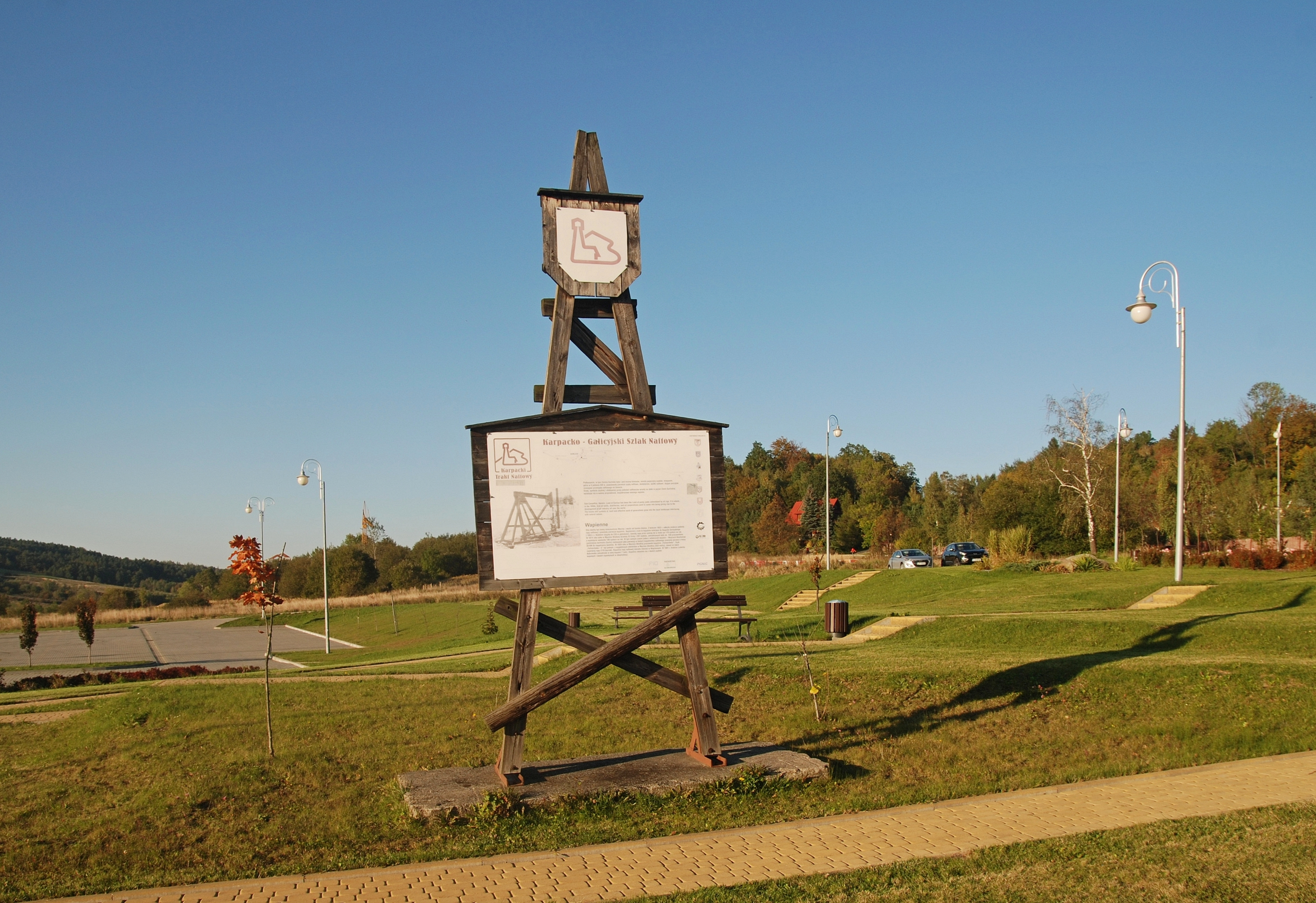
„Ogród Marysieńki”
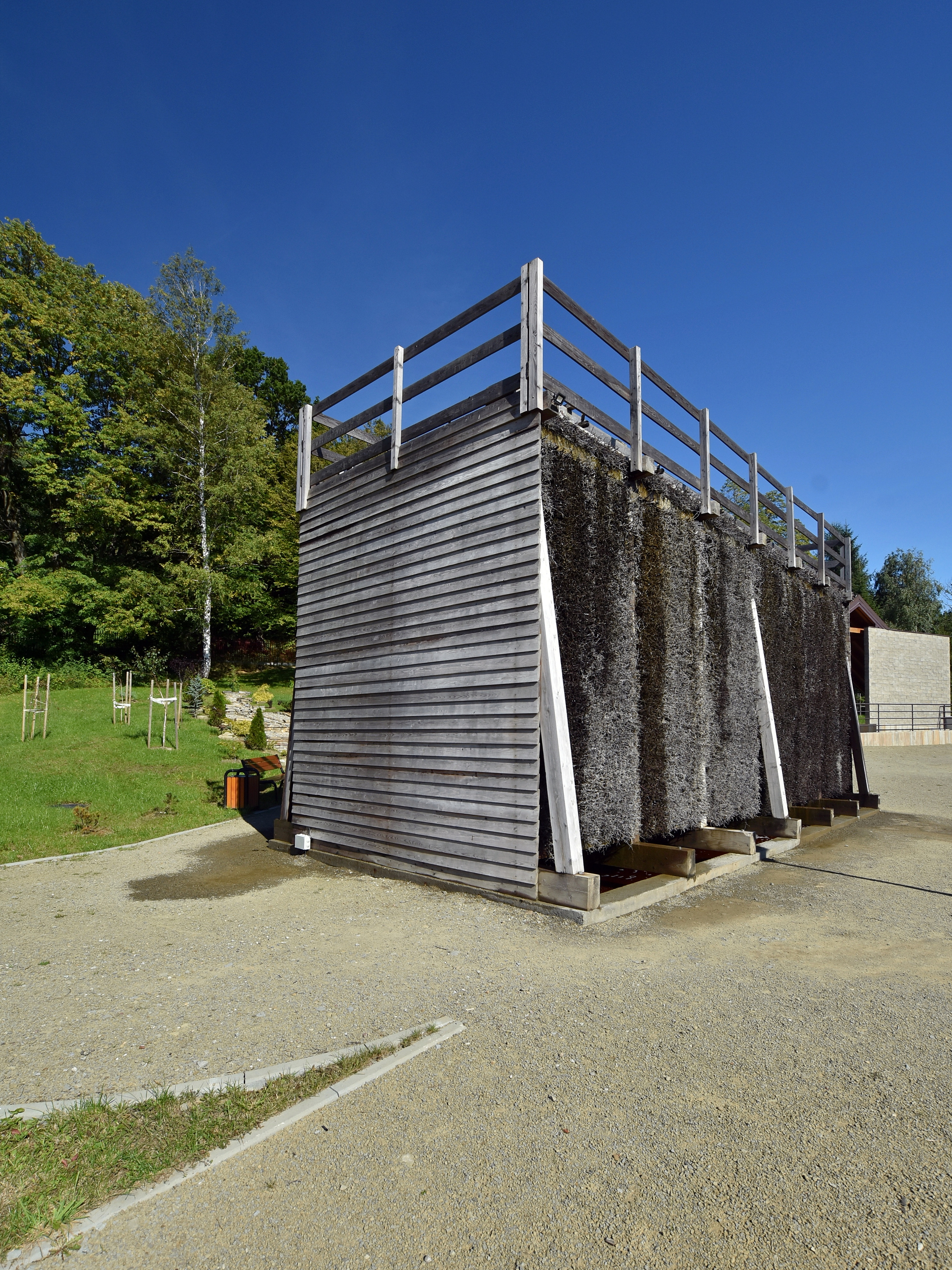
Tężnia

W uzdrowisku Wapienne w terapii wykorzystuje się podgórski klimat, średnio zmineralizowane (od 0,5 do 1,1 g/litr) wody siarczkowo-siarkowodorowe oraz borowinę. Źródła mineralne związane są z warstwami inoceramowymi wieku kredowego znajdują się na zachodnim zboczu Małego Ferdla. Eksploatowane są obecnie (2018) dwa ujęcia wód: „Marta” i „Kamila”. Ujęcie „Zuzanna” zanikło, a odwiercone w latach 1974–75 odwierty W-1 i W-2 to źródła rezerwowe. Biologiczny wpływ tych wód na ustrój człowieka polega na silnym działaniu moczopędnym, odczulającym, przeciwzapalnym i pobudzającym czynności gruczołów trawiennych. Wysokiej jakości borowinę eksploatuje się z pobliskiego torfowiska na Kamiennej Górze.
Obecnie (2018) w uzdrowisku leczy się schorzenia: reumatyczne, ortopedyczno-urazowe, układu krążenia, dermatologiczne, układu oddechowego, nerwowego, wydzielania wewnętrznego i przemiany materii; choroby kobiece, alergie, przewlekły stres.

## Zabytki
Obiekt wpisany do rejestru zabytków nieruchomych województwa małopolskiego:
- cmentarz wojenny nr 83 z I wojny światowej.

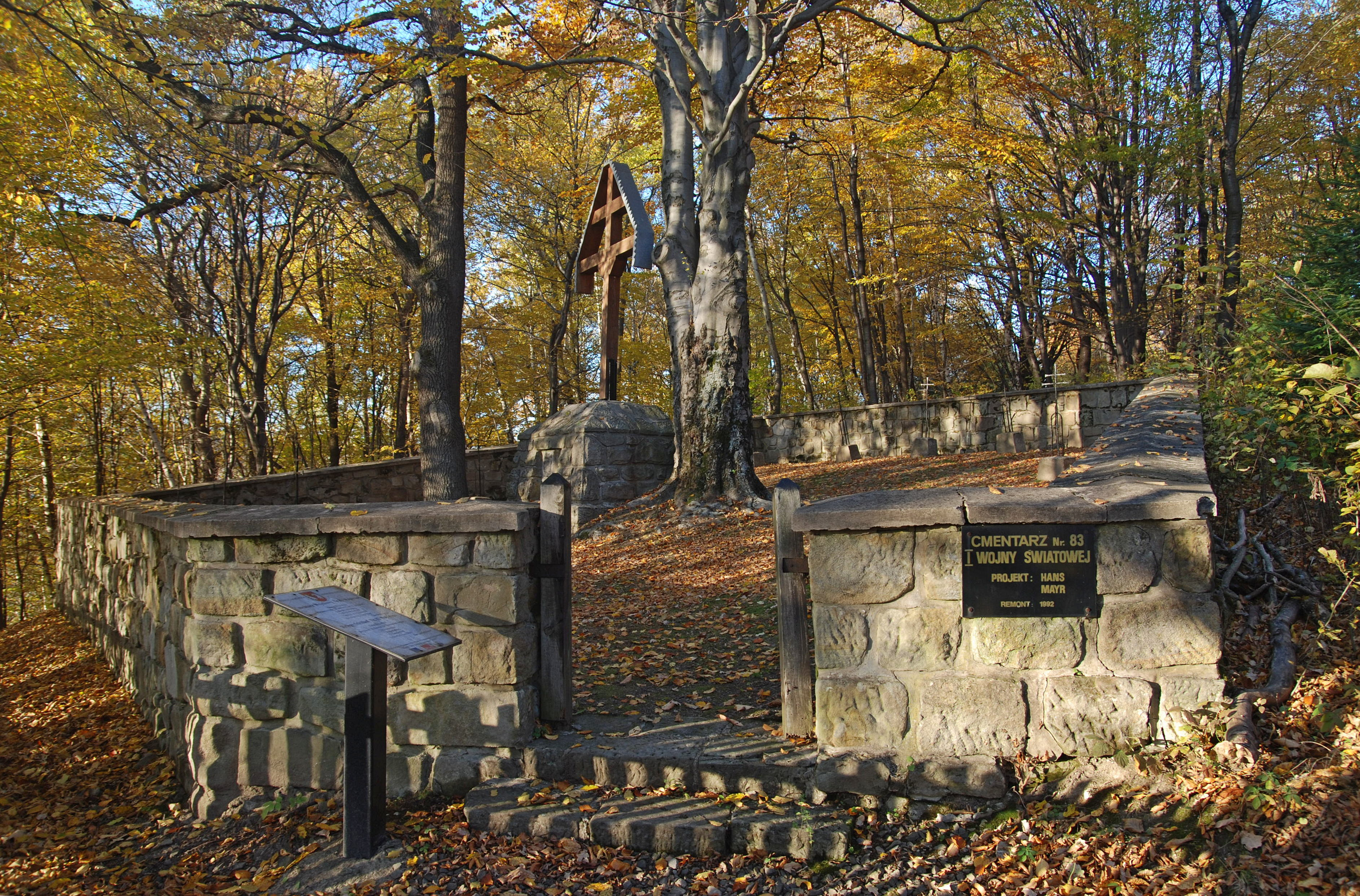
Cmentarz wojenny nr 83
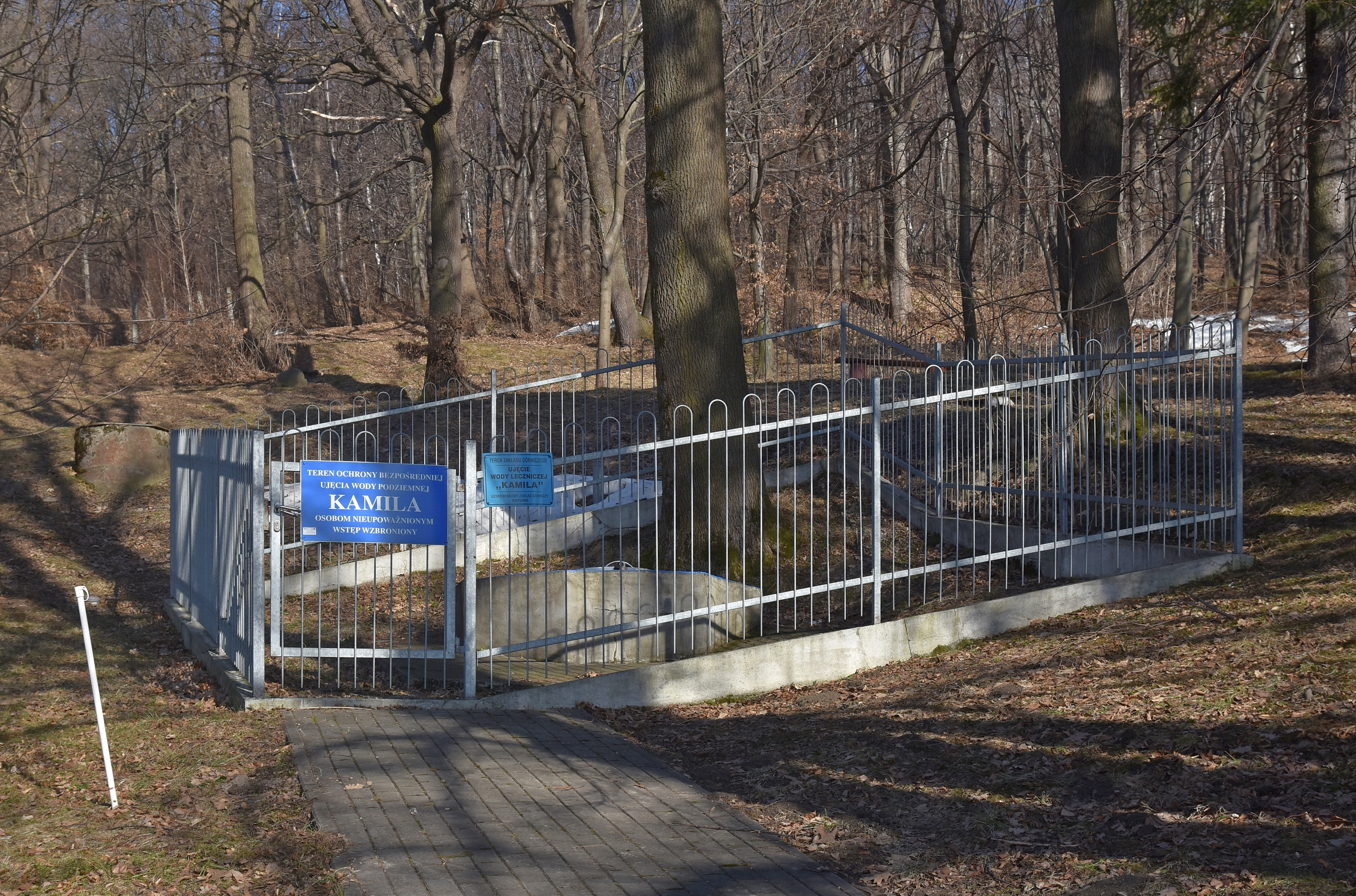
Źródło „Kamila”
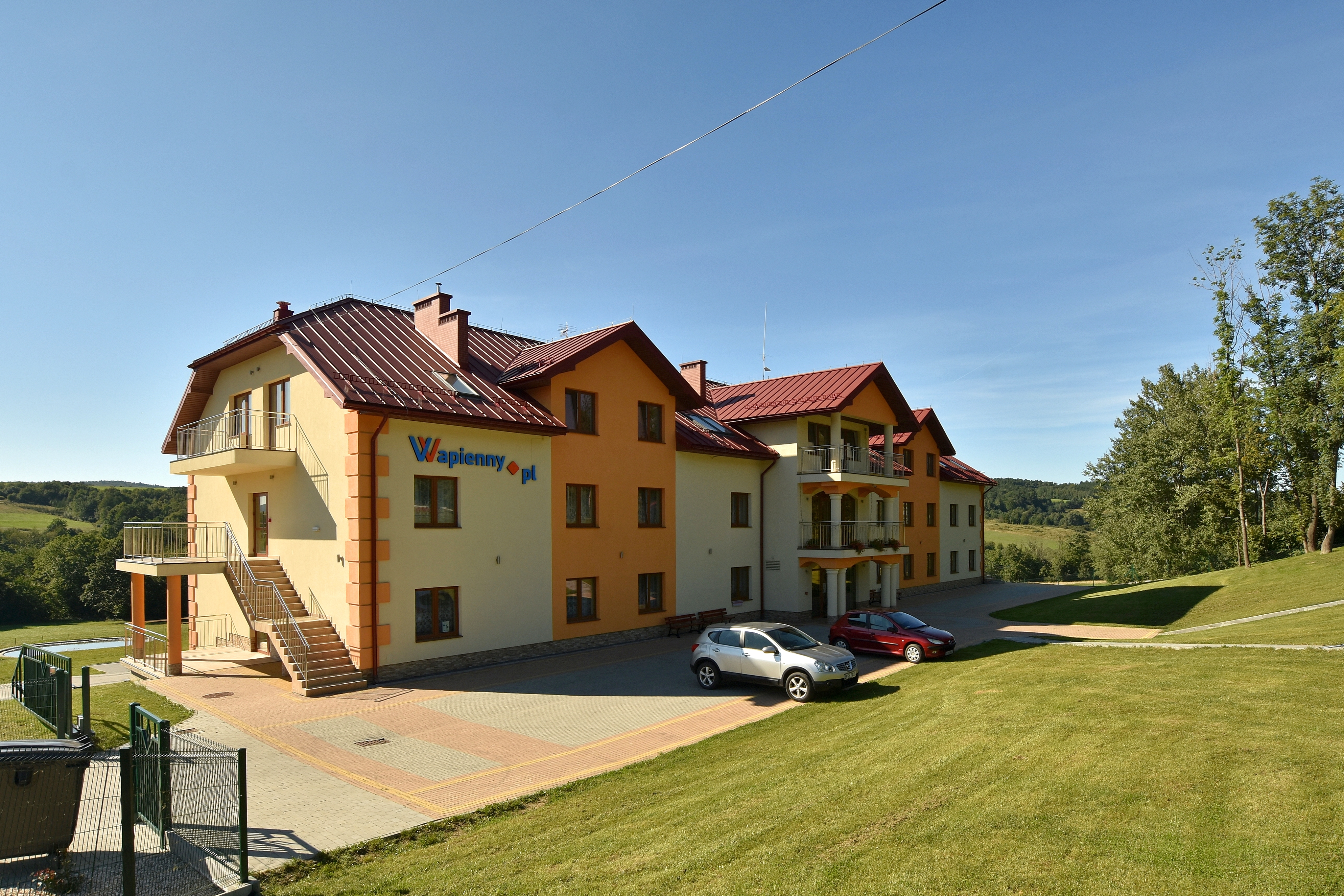
Hotel

## Szlaki piesze
- Gorlice – Męcina Wielka - Łysula – Wapienne – Mały Ferdel (578 m n.p.m.) – Barwinok (670 m n.p.m.)